# Anatole Jovelet
 (août 2025).
Anatole Jovelet est un homme politique français né le 11 avril 1869 à Beauval (Somme) et décédé le 28 octobre 1954 à Saint-Léger-lès-Domart (Somme)
Fils d'un directeur d'usine, il est négociant en vins, avant s'engager rapidement en politique. Conseiller municipal de Saint-Léger-lès-Domart en 1894, il en devient maire en 1897, poste qu'il conserve jusqu'en 1947. Conseiller général en 1906, il est député radical de la Somme de 1914 à 1923, puis sénateur de la Somme de 1923 à 1940. Le 10 juillet 1940, il ne prend pas part au vote des pleins pouvoirs au maréchal Pétain.

## Sources
- « Anatole Jovelet », dans le Dictionnaire des parlementaires français (1889-1940), sous la direction de Jean Jolly, PUF, 1960 [détail de l’édition]